# Flygtningerelaterede ulykker i Europa
Flygtningerelaterede ulykker i Europa i forbindelse med flygtningekrisen i 2015.

## 2015
| Dato       | Lokation            | Passagerer | Sårede | Døde |
| ---------- | ------------------- | ---------- | ------ | ---- |
| 27. august | A4 Highway, Østrig  | 71         | 0      | 71   |
| 24. august | Nickelsdorf, Østrig | 70-90      | 37     | 0    |
| 21. august | Amstetten, Østrig   | 30         | 24     | 0    |

### 27. august
Den 27. august 2015 opdagede østrigsk politi en efterladt lastbil, parkeret i vejsiden på Ost Autobahn A4 (Europavej E60) øst for Wien ved Parndorf. Lastbilen viste sig at indeholde ligene af 71 personer, der var døde af iltmangel, heraf var 59 mænd, 8 kvinder og 4 børn. Flere af ofrene er konstateret at være flygtninge fra Syrien.

### 24. august
Den 24. august kom 37 flygtninge til skade i en ulykke uden for landsbyen Nickelsdorf i Østrig. Der var i mellem 70 og 90 flygtninge i de to lastbiler som var involveret.

### 21. august
Den 21. august væltede en lastbil nær den østrigske landsby Amstetten, i den var 30 personer på det tidspunkt, 24 blev såret (3 alvorligt).